# Retour de flamme
Pour les articles homonymes, voir Retour de flamme (homonymie).

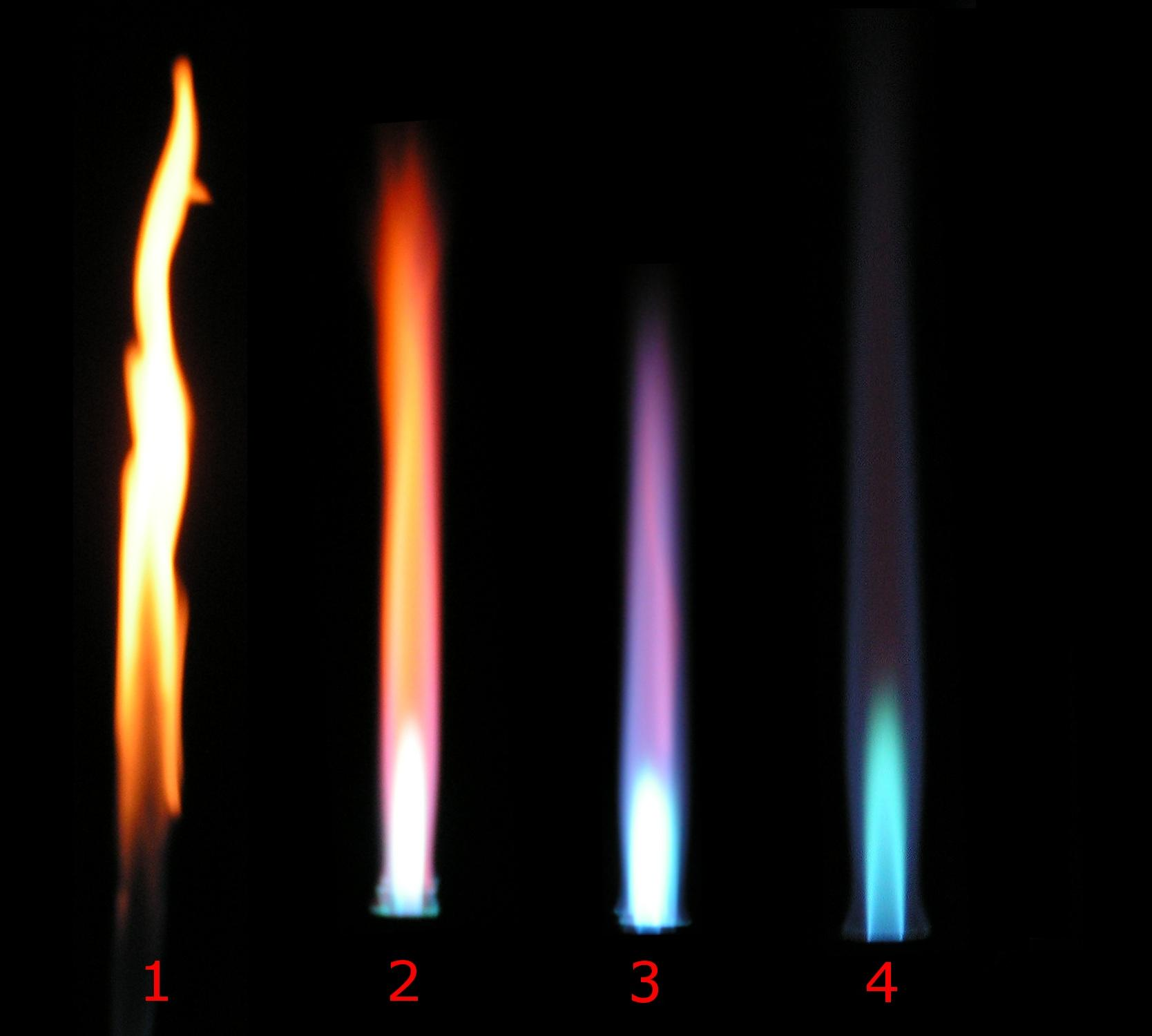
Différents types de flammes d'un bec Bunsen selon la quantité de dioxygène disponible.

Le retour de flamme est un phénomène de remontée de la flamme dans un brûleur.